# Pokolj između Donjih Grahovljana i Dragovića 5. kolovoza 1993.
Pokolj između Donjih Grahovljana i Dragovića, ratni zločin pobunjenih hrvatskih Srba nad hrvatskim policajcima 5. kolovoza 1993. godine.
Na području Pakraca bila je crta razgraničenja kroz izrazito šumovit i brdovit predjel između Papuka i Psunja. Budući da je to bilo UNPA zona, smjeli su ju s hrvatske strane nadzirati samo pripadnici policije s kratkim naoružanjem. Opasni teren bio je savršeno utočište za srpske teroriste nakon njihovih krvavih pohoda. Kasno prijepodne je s policijskih točaka cesti smrti Pakrac — Požega stigla dojava da se iz predjela Bijelog brda kod Donjih Grahovljana čuje brzometna pucnjava te da je odjeknulo devet detonacija. Obaviješten je UNPROFOR a na to mjesto upućena je interventna ophodnja MUP-a. Mjesto gdje se dogodila zasjeda bilo je sjeverno od ceste Pakrac — Požega te tu nije smjelo biti biti pobunjenih Srba. No, UNPROFOR se tijekom Domovinskog rata nije odnosio neutralno, nego je bio pristran. Pobunjenim Srbima puštao je često prelaziti crtu razgraničenja i nositi dugo naoružanje. Naprotiv, UNPROFOR je većinu vremena trenirao strogoću nad hrvatskim policajcima. Tako su i pri ovoj ophodnji hrvatski policajci imali samo pištolje.
Dva osobna automobila interventne ophodnje MUP-a RH zaputila su se iz smjera Dragovića ka Donjim Grahovljanima. Pinzgauerom MUP-a RH zaputilo se sa sedam policajaca i vodičem iz Domobranske bojne Pakrac iz Dereze preko Donjih Grahovljana prema Dragoviću. Na mjestu kasnije pokolja prošli su i unproforov oklopni transporter koji je izvijestio da nema sumnjivih aktivnosti. Potom su prošla dva osobna automobila s policajcima. Susrevši se s pinzgauerom, razmijenili su informacije. Nakon konzultiranja s policijskom postajom Pakrac, odlučili su se vratiti različitim putevima.
Pri povratku pinzgauera ka Dragoviću upali su u zasjedu. Dvojica terorista u maskirnim odorama bez oznaka iskočila su ispred vozila, pretrčali na desnu stranu i otvorili paljbu po vozilu. Očevidom je poslije utvrđeno da su još četvorica terorista pucala s desne strane ceste. Na policajce su pucali dum-dum metcima, zabranjenim po međunarodnim konvencijama. Ni policajci i vodič u nisu imali kad reagirati niti čime. Na licu mjesta ubili su vodiča i dvojicu policajaca te ranili četvoricu policajaca. Od ozljeda je poslije tog dana umro u zagrebačkoj bolnici Rebru treći policajac.
Dio terorista pobjegao je ka istoku i Španovici, a dio ka zapadu i Kusonjama. Na očevid su došli iz MUP-a RH, pripadnici UNPROFOR-a i UNCIVPOL-a (civilne policije UN-a), a zatim postrojba UNPROFOR-a. Potjera sa psom tragačem je došla do crte razgraničenja, što je značilo da su se teroristi izvukli i obustavljena je potraga. I s druge strane obustavilo se potragu jer se smračilo. Potom je stigla dojava o uočenoj skupini kako pretrčava cestu Pakrac — Požega. UNPROFOR je krenuo u pretraživanje okupiranog područja t.zv. češljanjem, no bezuspješno.
Počinitelji i nalogodavci zločina nisu do danas uhićeni ni osuđeni.

## Žrtve
Ubijeni su:
- Božidar Kop iz Badljevine kod Pakraca, zapovjednik izvidničke desetine Domobranske bojne Pakrac,
- Renato Kalvi iz Velikog Banovca kod Pakraca, policajac
- Marko Jakšić iz Cerne kod Županje, policajac
- Željko Kotriš iz Podgorača kod Našica, policajac (umro u bolnici)

Ranjeni su policajci:
- Ivica Gujaš iz Podgorača
- Zdravko Vinić iz Podgorača
- Željko Rukavina iz Zoljana kod Našica
- Predrag Žigić iz Pakraca

## Vanjske poveznice
- Ivan Zvonimir Ivančić: Cesta smrti Pakrac — Požega Braniteljski.hr. 16. svibnja 2020.